# Susan Turcot
Susan Turcot (* 1966 in Montreal) ist eine kanadische Grafikerin und Bildhauerin.

## Leben
Turcot studierte von 1986 bis 1991 in London. Von 2000 bis 2002 erhielt sie einen Postgraduate research grant an der Jan van Eyck Academie in Maastricht. 2004 folgte eine Gastprofessur an der Hochschule für bildende Künste Hamburg.
Turcot lebt und arbeitet in London und Quebec.

## Werke (Auswahl)
- Complicity and the daily draw: drawings 2003 - 2005, Bildband mit Bleistiftzeichnungen. Verlag für Moderne Kunst, Nürnberg 2006. ISBN 978-3-939738-12-1

- Die heilige Mechthild von Magdeburg, Plastik, 2007/08, Magdeburg

## Ausstellungen (Auswahl)
- 2005: Tauchfahrten. Zeichnung als Reportage, Kunsthalle Düsseldorf
- 2006: Bienal de São Paulo
- 2007: La Biennale de Montréal
- 2010: It Is What It Is. Recent Acquisitions of New Canadian Art, National Gallery of Canada, Musée des beaux-arts du Canada, Ottawa
- 2011: Captain Pamphile – Ein Bildroman in Stücken, Deichtorhallen Hamburg
- 2012: Vogelmen Diaries, Heidelberger Kunstverein
- 2013: Lines/Linien Kunsthaus Dresden
- 2014: La Biennale de Montréal
- 2015: 40 Jahre | 40 Künstler | 40 Werke, Kunstmuseum Kloster unserer lieben Frauen Magdeburg